# Радио Шумен
Радио Шумен е българска регионална радиостанция на Българското национално радио със седалище в град Шумен, на адрес: улица „Добри Войников“ № 7. Стартира на 12 февруари 1973 г. Излъчва 24-часова програма, която ефирно покрива региона на цяла Североизточна България – областните градове: Шумен, Разград, Търговище, Силистра, Добрич, Варна, Русе, както и всички населени места в съответните области.
Радио Шумен създава регионални програми, предназначени за населението в пет области на Североизточна България. Програмният профил на Радио Шумен е съобразен с общ тип аудитория и основна цел, да информира обективно за всички значими събития в региона и страната, при спазването на високи технически и професионални стандарти.

## История
Първото пробно предаване на Радио Шумен е осъществено на 13 януари 1973 г., в 1:30 ч. след полунощ на честотата на програма „Христо Ботев“ – 232 м/1295 kHz. Името на програмата не е обявено, нито имената на екипа, говорителите четат очерк за резервата „Сребърна“, след което звучи песента „Червената роза“. Официалното откриване на Радио Шумен се състои на 1 февруари 1973 г. – четвъртък, с голямо тържество, предавано на живо и по програма „Хоризонт“ на Българското радио. В началото предаванията са 80 минути дневно – 7:30 – 8:00, 15:30 – 16:00 и 18:40 – 19:00 ч., всеки ден без неделя, когато има само сутрешна програма.
Печатният орган на Комитета за телевизия и радио – в. „Телевизия и Радио“ – в брой 6 и 7 от 1973 г. публикува специални материали, посветени на новото Радио Шумен, както и програмата му за 12 февруари 1973 г.:
- 7:30 – Народни хора и ръченици
- 7:36 – Новини от района (всеки ден без неделя)
- 7:40 – Любими танга
- 7:45 – Петилетката и ние
- 7:48 – Пее Бисер Киров
- 15:30 – В авангарда на класата
- 15:37 – Изпълнение на Симфоничен оркестър Шумен
- 18:40 – Ритмични контрасти
- 18:50 – Информационен радиодневник

В средата на 1974 г. програмното време на Радио Шумен е увеличено от 80 минути на 150 минути дневно в часовете 7:00–8:00, 15:30–16:00 и 18:00–19:00 часа. От средата на 1985 г. е разширено на 300 минути дневно, като предаванията са в часовете 7:00–9:00, 15:00–16:00 и 18:00–19:00 часа, а от 1987 г. вечерната програма започва вече в 17:00 часа. През 1978 г. честотата на Радио Шумен е сменена на 218 м/1376 kHz в диапазона на средните вълни с мощност 50 kW.
На 1 септември 1985 г. Окръжният радиовъзел прекратява самостоятелна дейност и влиза в структурата на Районна радиостанция Шумен. В периода 1985–95 г. Радио Шумен, наред с основната си програма на СВ и УКВ, има и предаване по кабелната мрежа – „Шумен днес“ от 11:00 до 12:00 ч. От края на 1986 г. Радио Шумен реализира програмата си в три студиа – две по 50 кв. м. и едно музикално с площ от 450 кв. м., като емисионното студио е обзаведено наново с възможност за излъчване на стереофонични програми на УКВ. През 1987-88 г. редколегията на радиото издава тримесечното списание „Антена“. В началото на 1989 г. е въвведено унифицираното програмно време на всички районни радиостанции на Българското радио: 6:00-9:00 ч. – Утринна програма, 17:00-20:00 ч. – Вечерна програма. От началото на 1994 г. програмите стават 13 часа дневно – от 6:00 от 19:00 ч.), а след 1996 г. – 18 часа от 6:00 до 24:00 ч.
През 1986 г. започва излъчване на УКВ 87.6 MHz. На 6 април 2010 г. предавателят на средни вълни е изключен и отново включен на 31 юли същата година. На 1 януари 2013 г. излъчването на Радио Шумен на средни вълни е окончателно прекратено. От 13 януари 2011 г. програмата се излъчва за района на град Шумен от нов предавател на честота 93.4 MHz, на 31 март същата година е включен нов предавател за Търговище, излъчващ на 94.0 MHz УКВ, а на 1 май и в Разград на 97.0 MHz. От 00:00 часа на 18 септември 2015 г. програмата на БНР Радио Шумен започна излъчване от предавателна станция „Левент табия“ (ТВ кула Русе) за град Русе и региона.

## Излъчване

### Радиоразпръскване на УКВ
Към 2025 г. предавателите в Североизточна България излъчват сигнала на радиото със следните честоти и мощности:
- РРТС Венец (област Шумен) – 87,6 MHz, 10 kW
- РРС Шумен – 93,4 MHz, 1 kW
- РРС Търговище-1, Коджакуз – 94,0 MHz, 500 W
- РРТС Разград – 97,0 MHz, 500 W
- РРТС Левент табия, Русе – 98,6 MHz, 1 kW
- РРТС Меджиди табия, Силистра – 90,3 MHz, 3 kW.

### Излъчване от спътник
HotBird-13F, 13° и.д. – 12,635 GHz, SID: 49, APID: 319, Скорост: 30 Mbaud, Корекция: 5/6, свободно излъчване от Vivacom / Eutelsat. Най-добро покритие с ниво 53 dBW в Италия, Швейцария, Франция, Североизточна Испания, Южна Англия, Белгия, Нидерландия, Западна и Южна Германия, Северното Адриатическо крайбрежие. За България нивото на сигнала е 51 dBW в Западна България, 50 dBW в Източна България и 48 dBW в Добричка област.

### Онлайн
Радио Шумен е достъпно за слушане и онлайн.